# Lijst van Belgische adellijke families

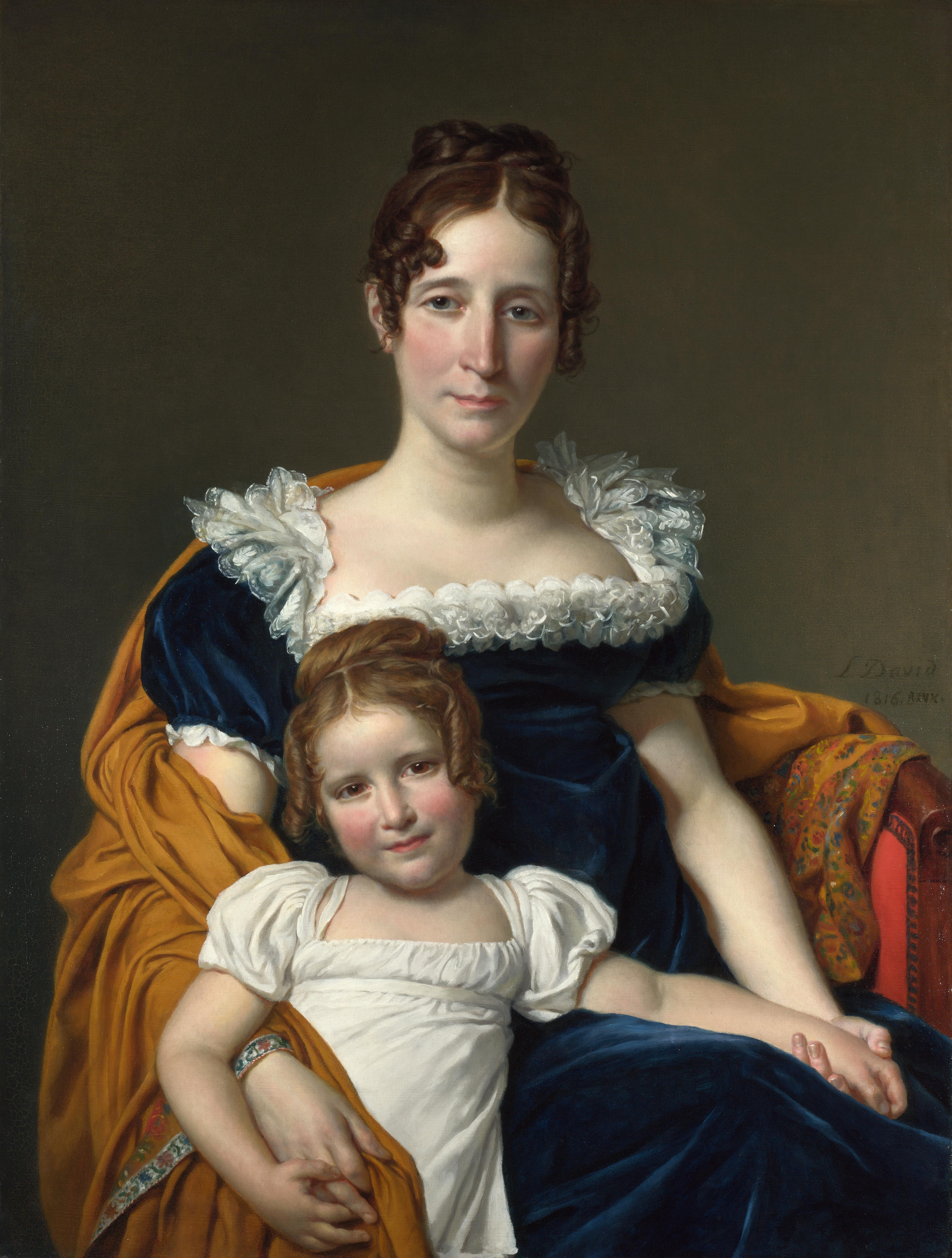
De burggravin Vilain XIIII, Sophie-Louise-Zoé de Feltz

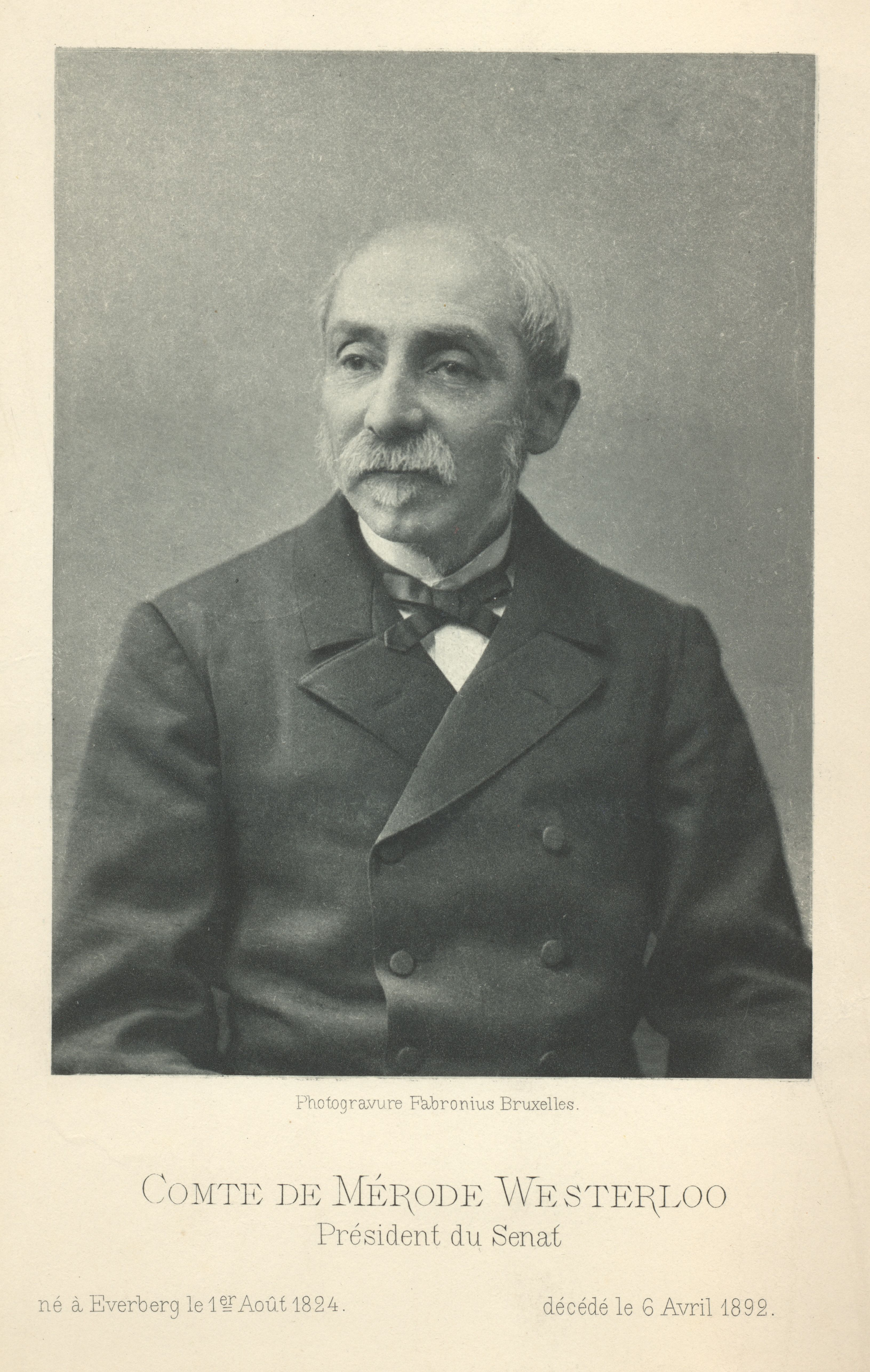
Charles de Merode

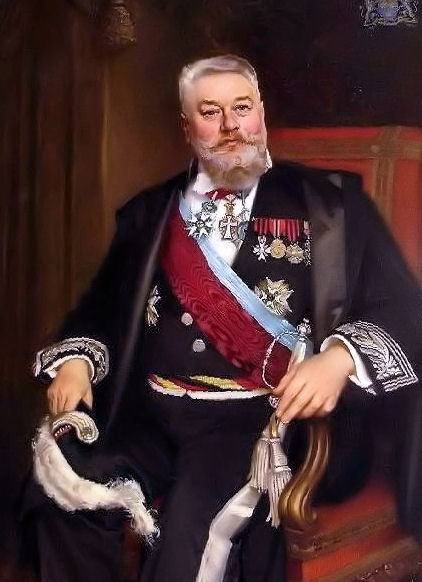
Burgemeester van Gent, Emile baron Braun

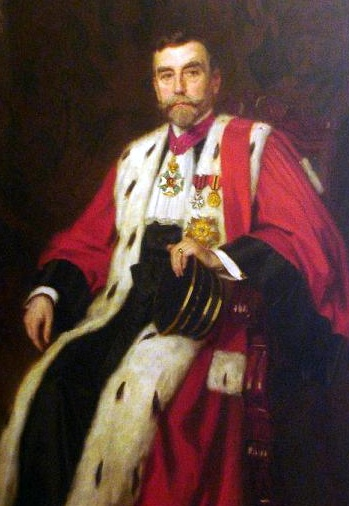
Eerste Voorzitter van het Hof van Beroep te Gent, Adrien baron de la Kethulle de Ryhove

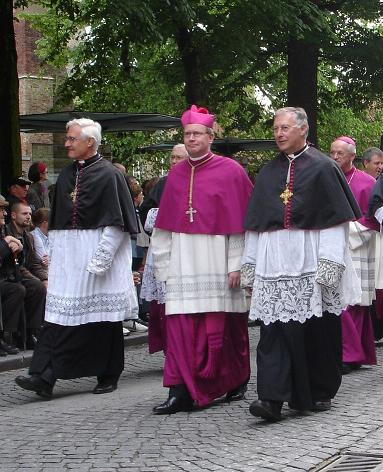
Stany ridder van Outryve d'Ydewalle (links), voormalig deken van Brugge-Stad

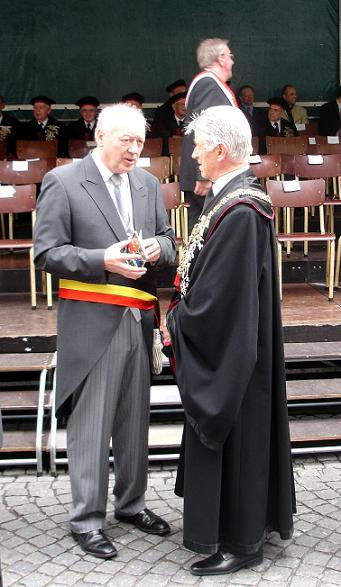
François de Schietere de Lophem (rechts)

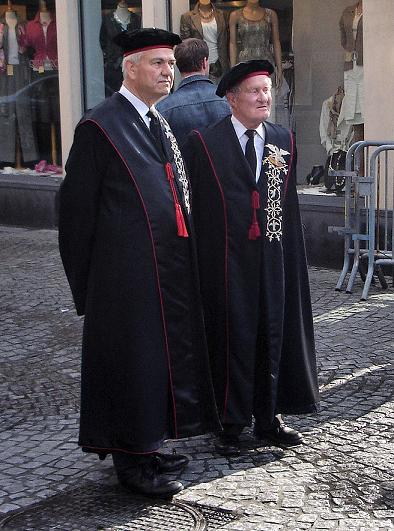
ereviceadmiraal burggraaf Edmond Poullet (rechts), en Pieter Huys.

Dit is een (nog onvolledige) lijst van leden van de Belgische adel, gebaseerd op de publicatie État présent de la noblesse belge waarin alle officieel tot de Belgische adel behorende leden zijn opgenomen.

## Legenda

### Adeldom
(Tussen haakjes wordt aangegeven wanneer de eerste adeldom verleend werd.)
- E = erkenning van oudere adel
- V = verheffing, met overgang op nageslacht
- VP = verheffing persoonlijk, zonder erfelijke adel
- I = inlijving van buitenlandse adel in de Belgische adel
- U = geslacht uitgestorven

### Titulatuur
De Belgische adel kent de volgende titels: prins (P), hertog (Hg), markies/markgraaf (Mk), graaf (Gf), burggraaf (Bg), baron (Bn) en ridder (Rr). Behalve de riddertitel kennen alle de vrouwelijke equivalenten. Ongetitelde adel draagt het predicaat jonkheer (Frans: écuyer), met het vrouwelijke equivalent jonkvrouw (geen vrouwelijk equivalent in het Frans).
Daarnaast bestaan er de predicaten: Zijne / Hare Majesteit, Zijne / Hare Koninklijke Hoogheid, Zijne/Hare Allerdoorluchtigste Hoogheid, Zijne / Hare Doorluchtige Hoogheid, Zijne / Hare Hoogheid.
- a = als niets wordt vermeld betekent dit dat de overgang van de titel overgaat op alle kinderen die de naam dragen
- e = overgang van de titel enkel op de eerstgeborene
- m = overgang van de titel enkel op mannelijke afstammelingen
- p = persoonlijke titel (zonder overgang van titel op de kinderen, maar doorgaans wel overgang van de adeldom)

## Prinselijke families
- Huis Arenberg E (1953); Hg-e (I, 1994), predicaat Z.D.H. (E, 1953)
- Bernadotte V (1938), P-e, overigen Gf-a
- Bethune Hesdigneul (de) – E (1816), één tak P-e (1888, 1932; U 1976), één tak Mk-e (U, 1895), overigen Gf-e
- Huis Croÿ
- Habsburg-Lotharingen I (1978)
- Huis Ligne
- Huis Lobkowicz I (1958)
- Huis Merode
- de Riquet de Caraman
- Swiatopelk-Czetwertynski – E (2007)

Zie ook prins van België

## Hertogelijke families
- d'Arenberg
- Beaufort Spontin (de) – E (1816), Hg-e, overigen Gf (E van titel hertog en prins bij eerstgeboorte in Oostenrijk, 1876, en predicaat Z.D.H. bij eerstgeboorte, 1878)
- Croÿ
- de Looz-Corswarem Hg-e
- d'Ursel Hg-e

## Markgrafelijke families met de titelmarkiesen markiezin
- Arconati-Visconti – E (1816), Mk-e, U (1821)
- Beauffort (de) – E (1836), Gf-A (1836), Mk-e (1897)
- Boëssière-Thiennes (de la) – I (1885), Mk-e, overigen Gf-m, Gf-v (1954)
- Trazegnies (de)
- Du Parc Locmaria – Mk-e
- Imperiali – I (1902)
- Radiguès (de)
- Ruffo de Bonneval de la Fare: graaf di Sinopoli di Calabria
- van der Noot: markies van Assche
- d'Yve – Mk-e

## Grafelijkefamilies
- Coghen (AR 1837)
- d'Affaytadi de Ghistelles – E (1827), U (1831)
- d'Alcantara / d'Alcantara de Querrieu – E (1822) –Gf-a (1881)
- d'Aldin – V (1822), Gf-e, U (1873)
- d'Alegambe – E (1816), Gf-e, overige Bn-a, U (1869)
- d'Andelot – E (1816), Gf-e, U (1873)
- Almásy de Zsadány et Törökszentmiklós – I (2013)
- d'Arschot Schoonhoven – E (1816)
- d'Aspremont Lynden / d'Aspremont de Lynden / d'Aspremont Lynden de Maillen – E (1816)
- d'Astier – E (1816), U (1881)
- d'Auxy – E (1816), U (1985?)
- de Baillet-Latour – E (1824), U (1998)
- Barre d'Erquelinnes (de la) – E (1829)
- van den Berghe de Limminghe – E (1816), Gf-e
- Berlaymont (de) – E (1816), U
- Boël – V (1930), Bn-e (1930), Gf-e (1971)
- du Bois / du Bois de Nevele / du Bois d’Aische / Bois de Vroylande – E (1816), Bn-e, Gf-e (1846)
- Boot de Velthem – E (1816), Gf de Velthem-e, U (1828)
- de Borchgrave d'Altena – E (1816)
- de Bousies Borluut
- de Briey
- de Brouchoven de Bergeyck – Gf-a (1898)
- de Broqueville (de)
- van der Burch
- du Chastel de la Howarderie
- Colpaert d'Artois
- Cornet d'Elzius
- de Crombrugghe de Looringhe (de)
- Didisheim
- Goethals de Mude de Nieuwland
- le Grelle
- Guérisse – Gf-p, overigen jonkheer
- d'Hanins de Moerkerke
- Harmel – Gf-e
- de Hemptinne
- De Hemricourt de Grunne
- Jacobs de Hagen – V (?), Bn-a (1997), Gf-a (2009)
- de Kerchove de Denterghem
- t' Kint de Roodenbeke
- Lalaing (de)
- Lannoy (de)
- La Montagne (de)
- de Launoit (1951, voordien baron 1929)
- de Lehon
- de Lichtervelde
- de Liedekerke
- de Limburg Stirum
- Lippens
- de Marnix de Sainte Aldegonde
- de Meeûs d'Argenteuil
- de Meeûs d'Argenteuil de Trannoy
- Mercy-d'Argenteau (de) – E (1816), U (1968)
- de Muêlenaere V (1836-1871)
- d'Oultremont de Duras
- d'Oultremont de Wégimont et de Warfusée
- de Radiguès de Chennevière – I (1926), Bn-e 3 takken (1966), Gf-a (2010)
- Van Renesse van Elderen
- de Robiano
- de Smet de Naeyer
- T'Serclaes de Wommersom
- van der Stegen
- van der Straten Ponthoz
- van der Straten Wallay
- van der Straten Waillet
- d'Udekem d'Acoz – A
- d'Ursel et d'Hoboken (graaf van het Heilige Roomse Rijk, en van Grobbendonk)
- Visart de Bocarmé
- Van de Walle - E
- van de Werve de Vorselaar (hoofd van de familie van de Werve de Vorselaar) is graaf, de anderen zijn jonkheer, behalve de baron van de Werve de Schilde en de burggraaf van de Werve d'Immerseel
- Woeste

Voorts bestaan er nog de dynastieke titels, graaf van Henegouwen en graaf van Vlaanderen

## Burggrafelijkefamilies
- van Aefferden (in Nederland ongetitelde adel) – E (1816), Bg-a (1871)
- d'Auxbrebis
- Baré de Comogne (de) – V (1827), Bn-e, Bg-a (1848)
- Berryer – V (1925), Bg-e
- Beughem (de) / Beughem de Houtem (de) – E (1823), Bg-e
- de Biolley – E (1843), Bg-m; één tak: E (1843), draagt alleen predicaat, vanaf 1921: Bg-e
- Blois (de) – E (1823), Bg-e, U (1964)
- du Bus de Warnaffe
- Davignon
- Eyskens, V-e 1973
- Dirk Frimout – P
- De Harlez, E 1828, R-a (1828), Bg-e (1928)
- Jolly
- de Jonghe d'Ardoye
- Poullet
- de Preud'homme d'Hailly de Nieuport
- Ilya Prigogine
- Roest van Alkemade
- Simonis
- de Spoelberch
- Terlinden
- Fons Verplaetse – P
- Vilain XIIII
- Van de Walle - E
- Frank De Winne – P

## Families met de titelbaron
- Abeele (Van den) – V (1989), Bn-p
- Abeele (Vanden) – V (2010), Bn-p
- Achten (van) – VP (1999)
- Ackere (van) – V (1939), Bn-e (1951)
- Ackerman – V(1992), Bn-p
- Aerssen Beijeren van Voshol (van) – E (1822)
- Alen – V (1994), Bn-p
- Allard – V (1929), Bn-e
- Alves Guerra de Sant’Anna – I (1893), Bn-e, U (1946)
- Ancion – V (1898), Bn-e
- d'Anethan – E (1816), Bn-e (1816; overigen Rr), Bn-a (1840)
- Ansiaux – V (1969), Bn-p (1969), Bn-e (1977)
- Arnoult de Soleuvre (de) – E (1816), U (1882)
- Arrazola de Oñate – E (1816), Bn-a (1816), U (1905)
- Avermate – VP (1984)
- Baeyens – V (1904), Bn-e
- Bailly (Le) / Bailly de Tilleghem (Le) – E (1816)
- Baltia – V (1921), U (1938)
- Barsy (de) – VP (1985), V (1990, met predicaat van jonkheer)
- Bassompierre (de) – V (1929), Bn-e
- Bastin – VP (1957)
- Baudequin de Peuthy (de) – E (1816), Bn-e, U (1864)
- Baut de Rasmon – E (1816), Bn-e, U (1859)
- Beaulieu – E (1851), Bn-e (1857), U (1872)
- Becker Remy (de) – V (1922), Bn-e, U (1984)
- Beco (de) – V (1924), Bn-e
- Beeckman (de) – E (1822), Bn-e, U (1963)
- Behr – E (1877), U (1950)
- Bekaert – V (1966), Bn-e
- Beltjens – V (1930), Bn-e
- Bemmel (van) – E (1825), U (1926)
- Benoist (de) / Benoist de Gentissart (de) – E (1822), Bn-e [tak met baronnentitel uitgestorven; overigen jonkheren]
- Bergh (Van Den) – V (1983), Bn-p
- Berghe (vanden) – V (1993), Bn-p
- Bernard – V (1986), Bn-p
- Bernard de Fauconval (de) / Bernard de Fauconval de Deuken (de) – V (1822), Bn-e
- Béthune (de) – V (1845), Rr-e (1845), Bn-e (1855), Bn-e (1871)
- Beyens – E (1851)
- Biber (de) – E (1856), Bn-e (1857)
- Bieberstein-Rogalla-Zawadski (de) – I (1816), U (1935)
- Billehé de Valensart (de) – E (1814), U (1908)
- Blanckart – E (1816), U (1968)
- Blavier de la Rocq (de) – E (1816), U (1830)
- Bloch – VP (1991)
- Blochausen (de) – E (1827), Bn-e, U (1915)
- Blommaert de Soye (de) – E (1822), Bn-e
- Blondel de Beauregard de Viane (de) – E (1819)
- Bodson – V (2000), Bn-p
- Boels – V (1953), Bn-e
- Bogaerde (van den) / Bogaerde de Ter Brugghen (van den) – E (1816), Bn-e (1830)
- Bogaert (Van) – V (1965), Bn-p
- du Bois / du Bois de Bounam de Ryckholt / Bounam de Ryckholt (de) – V (1892), Bn-e
- du Bois dit van den Bossche – E (1816-, Bn-e, U (1901)
- Bonaert – E (1867), Bn-a (1879)
- Bonhome – E (1856)
- Bonvoisin – V (1957), Bn-e (1957), Bn-a (1967)
- Boone – V (2000), Bn-p
- Borchgrave (de) – V (1902), Bn-e (1951)
- Borman (de) – V (1857), Rr-e (1857), Bn-e (1913)
- Bormann – V (1871), U (1899)
- Borrekens – E (1822), Rr—a (1824), Bn-a (1822, 1871)
- Borsselen van der Hooge (van) – E (1816), Bn-p
- Bosch (van den) – V (1933), Bn-e
- Bracq – V (1991), Bn-p
- Braun - (1922)
- Braun de Ter Meeren (1938)
- Broux (de) – V (1986), Rr-p (1986), Bn-p (1992)
- Bruggen( van der)
- Buysse – V (1999), Bn-p (1999)
- Caenegem (Van) – V (1995), Bn-p
- van Caloen
- Campo – VP (1993)
- Cardon de Lichtbuer
- Carson – VP (1996)
- de Cartier d'Yves
- Casier
- le Clément de Saint-Marcq, Bn-a (210)
- Cogels
- Colruyt – V (2012)
- de Coninck de Merckem
- Coninx – VP (1994)
- Coppens d'Eeckenbrugge
- Croes – V (1998), Bn-p
- de Crombrugghe,
- de Crombrugghe de Looringhe
- de Crombrugghe de Pickendaele
- van Daele
- Damme (Van) – VP (1999)
- Declercq – V (1993), Bn-p
- Degraeve
- Degroux = VP (1994), Bn-p (1998)
- Dehennin – VP (1992)
- Delbeke
- Delens – VP (1989)
- Delpérée –V (1994), Bn-p
- Delruelle – V (1995), Bn-p
- Delva – V (1991), Bn-p [een familielid; VP (1994), Rr-p]
- Delvaux – VP (1996)
- Descantons de Montblanc
- Devisch
- Dewulf – V (1994), Bn-p
- Diert – V (1815/1817), Bn-e, U (1871/1902)
- Dillemans – V (1992), Bn-p
- Donny
- Dumont – V (1992), Bn-p
- Dumont de Chassart
- van der Elst – V (1894)
- van Eyll
- van Eetvelde
- Evain
- Fallon
- de Favereau
- de Fierlant
- de Fierlant-Dormer
- Fiers – V (1991), Bn-p
- Fontyn – VP (1993)
- Franchimont – V (1991), Bn-p
- Fredericq
- Frère
- de Gerlache de Gomery – V (1964), Bn-e (1964), Bn-a (2009)
- Gillès de Pélichy
- Goethals
- Goffinet
- Goossens
- Gosselin
- Greindl
- de Groote
- de Gruben
- Guillaume
- de Herckenrode
- Herry
- Holvoet
- Houtart
- van Houtte
- d'Huart
- d'Ieteren
- Jacobs
- de Jacquier de Rosée
- Jamblinne de Meux
- Jolly
- Joly
- de Kerchove
- Kervyn d'Oud Mooreghem
- Kervyn de Volkaersbeke
- de Keyser
- t'Kint de Roodenbeke
- Kronacker
- Lambermont
- Lhonneux
- Liebaert
- Limnander de Nieuwenhove
- van Loo
- de Loppem
- de Maere d'Aertrycke
- De Maeseneire
- del Marmol – E (2010), Bn-a
- Marquet
- de Meester de Ravenstein
- de Mevius
- Meyers – V (1956), Bn-e (1956), Bn-a (2013)
- Muijsson
- Moncheur – V (1881)
- de Moreau
- Moyersoen
- Nicaise
- Nothomb
- Orban de Xivry
- d'Otreppe de Bouvette
- Pauwels
- de Pélichy
- de Pitteurs Hiegaerts
- de Ponty de Suarlee
- Poma
- Prisse
- Pycke, Pycke de Peteghem en Pycke de Ten Aerde
- Quaden
- de Rennette de Villers Perwin
- Ruzette
- de Sadeleer
- Schamp
- de Sélys Longchamps
- Shetty
- van der Smissen
- Snoy et d'Oppuers
- van Strydonck de Burkel
- Surmont de Courtrécy
- Surmont de Volsberghe
- Surmont ter Straeten
- Theodore (Baron de Calwaert)
- de Thysebaert
- Tibbaut
- Tornaco (de)
- Trannoy (de)
- Vaxelaire
- Verhaegen
- de Villenfagne de Vogelsanck
- de Vinck de Winnezeele
- de Vleeschauwer van Braekel
- van Voorst tot Voorst
- de Vriere
- Wahis
- Van Waeyenberge
- van de Werve de Schilde
- Whenttnall
- de Witte
- Woot de Trixhe
- Wuijts
- de Wykerslooth de Rooyensteyn
- van Zuylen
- van Zuylen van Nyevelt

## Ridderlijkefamilies
- Aefferden (van) – E (1816) (Rr-a, 1871)
- Ameye – VP (1991), U (1991)
- Anciaux Henry de Faveaux – V (1932), Rr-e (1959)
- d'Ancion de Ville – E (1819), Rr-e, U (1861)
- André – VP (1993)
- Apfelbaum – VP (1996)
- Avenne (Vanden) – V (1984), Rr-p
- Backer (de) – V (1985), Rr-p
- Baines – V (2000), Rr-p
- Bandt (de) – V (1994), Rr-p
- Bartholomée – V (1999), Rr-p
- Bauchau – V (1973), Rr-e
- Bauduin – V (1998), Rr-p
- Bauer (de) – I (1885) [laatste vrouwelijke telg geboren 1911]
- Bauwens (I) – V (1843), Rr-e, U (1910)
- Bayet – V (1901), Rr-e, U (1949?)
- Beaucarne d’Eenaeme – V (1968), Rr-e
- Beckers – V (1996), Rr-p
- Beer de Laer (de) –V (1921), Rr-e (1928)
- Behaghel / Behaghel de Bueren – I (1823), E (1845), Rr-e (1907)
- Behr (de) – I (1828), Rr-a (tak uitgestorven); andere takken: E (1956, 1980): jonkheer
- Berger – V (1998), Rr-p
- Berghe de Binckum (van den) – E (1822), U (1889)
- Berlaere (de) – I (1822)
- Beyltjens – VP (1984, U (1992)
- Biebuyck – V (1958), Rr-p (1958), Rr-e (1968)
- Biseau (de) / Biseau d’Hauteville (de) – E (1822), Rr-e (1928)
- Blanpain – V (2001), Rr-p
- Bockstaele – VP (1994), U (1994)
- Boeck (de) – VP (1994)
- Boeykens – V (1998), Rr-p
- Boniver (de) – E (1868), Rr-e
- Boone – V (1970), Rr-p
- Bossche (Van den) – VP (1991)
- Boulpaep – V (1997), Rr-p
- Brassine de La Buissière – V 1988), Rr-p
- Briers – VP (1995)
- Brotchi – V (1988), Rr-p
- Bruyn (De) – VP (1987)
- Caeymaex – V (1989), Rr-p
- Casterman – V (1987), Rr-p
- Cleenewerck de Crayencour
- le Clément de Saint-Marcq
- Cloedt (de) – V (1999), Rr-p
- Couvreur – VP (1992)
- Collinet – V Rr-e (1986), Rr-m (2010)
- Dassen – V (2001), Rr-p
- Debroeyer dit Royer – VP (2000)
- Deleforterie – V (1995), Rr-p
- Desprechins de Gaesebeke
- Devreese – VP (1996)
- Dirix – V (1992), Rr-p
- Donckels – V (1997), Rr-p
- Doxchamps Segesser de Brunegg – V (1993), Rr-p
- Eecken (Van der) – V (1992), Rr-p
- Evers – V (1989), Rr-p
- de Ghellinck
- de Geradon
- Huyghens
- de Knyff
- Lambert de Rouvroit
- de Maurissens
- du Mortier
- van Outryve d'Ydewalle
- Pauwels
- Raes
- Rosseeuw
- de Sauvage
- de Schaetzen
- Speelmeijer
- de Theux de Meylandt et Montjardin
- van de Vivere – E (1856), U (1885)
- Will Tura
- de Wouters d'Oplinter

## Varia

### Belle epoque
Tot de Tweede Wereldoorlog had de adel een zeer grote invloed op de Belgische politiek en in het societyleven. Vele grote families hadden een zitje in de Kamer van volksvertegenwoordigers of de Senaat maar lieten zich ook kennen als ambassadeurs, voorzitters, ministers, clerici, hofmaarschalken hofdignitarissen, generaals, officieren, burgemeesters ...
Bekende voorbeelden hiervan zijn :
- Félix graaf de Mérode (13 april 1791 – 7 februari 1857)
- Charles burggraaf Vilain XIIII (15 mei 1803 – 16 november 1878)
- Barthelemy graaf de Theux de Meylandt (27 februari 1794 – 21 augustus 1874)
- Eugène prins de Ligne, prins d'Amblise et d'Épinoy (28 januari 1804 – 20 mei 1880)
- Joseph de Riquet, prins de Caraman, prins de Chimay (20 augustus 1808 – 12 maart 1886)
- Charles graaf Woeste (26 februari 1837 – 5 april 1922)
- Paul graaf de Smet de Naeyer (13 mei 1843 – 9 september 1913)
- Henri graaf t'Kint de Roodenbeke (14 april 1817 – 6 november 1900)
- Charles prins van Rubempré en van Grimbergen, markies van Westerloo, graaf de Mérode (1 augustus 1824 – 6 april 1892)
- Charles hertog d'Ursel et d'Hoboken, prins d'Arche et de Charleville, graaf van het Heilig Rijk en van Grobbendonk (3 juli 1848 – 15 november 1903)
- Michel baron de Selys Longchamps ( 25 mei 1813 – 11 december 1900)
- Arnold graaf t'Kint de Roodenbeke (1 mei 1853 – 10 augustus 1928)
- Pierre graaf de Liedekerke de Pailhe (30 maart 1869 – 16 september 1943)
- Jacques graaf 't Serclaes de Wommersom (9 januari 1852 – 1 januari 1914)
- François graaf de Hemricourt de Grunne (19 februari 1850 – 10 oktober 1926)
- Ferdinant baron de Rennette de Villers Perwin (6 april 1869 – 25 oktober 1947)
- Armand baron de Stein d'Aletenstein (20 oktober 1856 – 18 maart 1922)
- Victor baron van Strijdonk de Burkel (16 juli 1876 – 4 augustus 1961)
- Guillaume graaf d'Arschot de Schoonhoven (28 december 1867 – 13 april 1935)
- Gaston graaf Errembault de Dudzele (1 september 1847 – 3 juni 1929)
- Conrad graaf de Buisseret-Steenbecque de Blarenghien (14 maart 1865 – 3 februari 1927)
- Camille graaf de Briey, baron de Landres (26 juli 1862 – 15 juli 1944)
- André graaf de Kerchove de Denterghem (16 oktober 1885 – 24 april 1945)
- Léon baron Janssens de Bisthoven (3 februari 1859 – 27 april 1938)

### Dulce et decorum est...
Een belangrijk deel van de Belgische adel was actief in het verzet tijdens de Tweede Wereldoorlog. Ondanks een georganiseerde werking haalden velen het einde niet van de Tweede Wereldoorlog. Sommigen stierven in concentratiekampen, anderen werden verklikt. 
Hieronder een niet exhaustieve lijst :
- Emmanuel Dumont de Chassart (Saint-Amand, 21 oktober 1901 - 24 juli 1944); vermoord door rexisten in Fleurus [1]
- Yves Horace Adrien Marie Ghislain graaf van der Burch (Den Haag, 6 januari 1918 – 16 maart 1945); overleden in Flossenbürg[2]
- Jean graaf d'Ursel; overleden op 16 maart 1945 in Flossenbürg
- Gérard Philippe François Marie Joseph d'Ursel (Brussel, 5 juni 1907 – 6 april 1945); overleden in Werl[3]
- Jeanne Augustine Henriette Marie Joséphine Ghislaine Lejeune de Schiervel, gravin d'Ursel (château de Sohan, Pepinster, 28 oktober of 11 november 1918 – 3 februari of 4 maart 1945); overleden in Ravensbrück[4][5]
- Madeleine Marie Joséphine gravin d'Alcantara (Gent, 18 januari 1918 – januari 1945; overleden in Ravensbrück[6]
- Albert baron Kervyn de Lettenhove
- Boudewijn Gabriel Guy Adolphe Idesbald Marie Joseph Ghislain della Faille d'Huysse (Zwijnaarde, 7 juni 1914 – 6 april 1945); overleden in Bergen-Belsen[7][8]
- Baron de Wolff de Moorsel; overleden op 17 februari 1945 in Flossenbürg
- François le Sergeant d'Hendecourt; overleden op 28 februari 1945 in Flossenbürg
- Jacques le Sergeant d'Hendecourt; overleden op 13 maart 1945 in Flossenbürg
- Jacques baron Donny; gefusilleerd op 29 februari in Stuttgart
- Eric de Menten de Horne (1914 – 20 oktober 1943); gefusilleerd op de Nationale Schietbaan te Schaarbeek
- Charles de Radiguès de Chennevière; overleden op 22 oktober 1944 in Flossenbürg
- Marie-Antoinette du Parc Locmaria; overleden in januari 1945 in Flossenbürg
- Ferdinand baron Poswick; (80 jaar oud) overleden in Vught, ondervraagd in Breendonk
- Louisa Chaudoir; maart 1945 vergast te Ravensbrück
- Marie-Madeleine della Faille d'Huysse gravin de Beaufort (25 mei 1893 – 8 februari 1945); vergast te Ravensbrück[9]
- Jean ridder de Moreau d'Andoy; overleden op 3 december 1944 in Kamp Dora
- Pierre burggraaf Davignon; priester overleden op transport van Groß-Rosen naar Dora
- Geneviève de Behault, geboren de Wavrin Villers au Tertre (Ronsele, 22 december 1893 - maart 1945); overleden in Ravensbrück
- Pierre Jooris (°1909), op 6 november 1943 in Atrecht terechtgesteld onder de naam Jacques Luncq.
- Emmanuel Jooris (°1914) , overleden 20 maart 1945 in het concentratiekamp Dora.
- Hubert d'Ydewalle; overleden 5 april 1944 in gevangenis van Straubing na "scherp verhoor"
- Elisabeth de Jamblinne; overleden maart 1945 in Ravensbrück
- Albert de Maurissens; overleden op 16 maart 1945 in Dora
- Jean Selys baron de Longchamps; overleden op 16 augustus 1943
- Pierre graaf d'Alcantara di Querrieu; overleden op 14 oktober 1944 in Sachsenhausen
- Oger de Biolley; overleden op 14 juni 1945 in Sachsenhausen
- Roger baron Breuls de Tiecken; overleden op Kerstdag 1944 in Groß-Rosen
- Gérard Vinçotte; overleden op 30 november 1944 in Groß-Rosen
- Robert ridder de Theux de Meylandt et Monjardin; overleden op 2 maart 1945 in Groß-Rosen
- James graaf de Liedekerke de Pailhe; afgemaakt met nekschot op 3 september 1944
- René baron Greindl; overleden op 20 februari 1945 in Buchenwald
- Xavier baron della Faille d'Huysse (Assebroek, 17 april 1902 – 3 mei 1945); overleden ten gevolge van het regime in Neuengamme[10]
- Mary Lippens; overleden na verwondingen op 8 september 1944 in Kamp Belzig
- Herman baron Pirmez; overleden op 13 februari 1945 in Dachau
- Maurice baron Pirmez; overleden op 18 april 1945 in de gevangenis van Coswig
- Armand de Wasseige; overleden op 2 januari 1945 in Bergen-Belsen
- Éric ridder Dessain; overleden op 18 oktober 1944 in Dora
- Robert van de Werve de Schilde; overleden op 28 augustus 1945 in Buchenwald
- Ferdinand Nève de Mévergnies; overleden op 22 december 1944 in Neuengamme[11]
- José baron Gillès de Pélichy; overleden op 26 oktober 1944 in Mauthausen
- Baudouin graaf de Liedekerke de Pailhe; overleden op 7 april 1945 (transport tussen Dora en Bergen-Belsen)
- Guillaume graaf de Liedekerke de Pailhe; vermist tijdens ontruiming Dora
- Hubert de Hemptinne (Gent, 16 januari 1904 – 10 mei 1945); overleden april of mei 1945 ten gevolge van behandeling in Sachsenhausen
- Raoul Marc Ghislain Marie Ferdinand de Hemptinne (Gent, 29 mei 1884 – begin april 1945); overleden in Flossenbürg
- Hervé Hubert de Hemptinne (Gent, 14 maart 1908 – 6 december 1944); overleden in Außenlager Ladelund[12]
- Yvon Jean Marie de Hemptinne (Namen, 10 september 1909 – 1 februari 1945); overleden in Außenlager Hamburg-Fuhlsbüttel[13]
- Jacques baron de Favereau; overleden op 12 december 1944 in Kamp Meppen
- Jean Louis Fernand Marie Ghislain Haus (Assebroek, 21 februari 1920 – 9 februari 1945); overleden te Bremen[14]

Noot: deze lijst is niet volledig.
Enkele weinige edellieden collaboreerden en verloren hierdoor hun adellijke status.
Toen Leopold III hertrouwde met Lilian Baels, werd binnen de adel negatief gereageerd. Zelfs de secretaris van de koning, graaf Robert Capelle, gaf er in zijn notities blijk van dat hij hiermee niet was opgezet.

### Functionarissen
De staatkundige macht van de adel is verdwenen, meer nog de adel trekt zich stilaan terug uit politieke kringen. Toch blijft de adel goed vertegenwoordigd aan het Belgische Hof. Koning Albert koos zelf zijn mensen uit, zoals daar zijn:

### Hofdignitarissen
- Kabinetschef van het Kabinet van de Koning: jonkheer Jacques van Ypersele de Strihou
- Woordvoerder van het Belgische Hof: jonkheer Bruno Nève de Mevergnies
- Architect des Konings: jonkheer Antoine de Radigués de Chennevière
- Notaris des Konings: jonkheer Jean-François Taymans
- Lijfarts des Konings: jonkvrouw Catherine le Clément de Saint-Marcq
- Adviseur der koningin: jonkheer Thierry Jannsens de Bisthoven
- Adviseur van de hertog van Brabant: John graaf Cornet d'Elsius
- Prinses Baudouin de Merode, hofdame van koningin Paola
- Solange gravin de Liedekerke, hofdame van koningin Fabiola

### Erehofdignitarissen
- Amaury prins de Mérode, eregrootmaarschalk van het Hof, 1950-1951
- Pierre graaf d'Alcantara di Querrieu
- Barones de Kerkchove de Borluut
- Baron Dehennin
- Jonkheer Benoit Cardon de Lichtbuer
- Jonkheer Thierry de Maere d'Aertrycke
- Jonkheer Bruno Nève de Mévergnies
- Colette baronnes de Broqueville
- Jonkheer Charles-Thibault de Maisières
- Erecommandant van de Paleizen Thierry de la Kéthulle de Ryhove
- du Roy de Blicquy, ordonansofficier van de graaf van Vlaanderen
- Denise gravin d'Hulst, gouvernante van keizerin Charlotte
- Gravin de Mérode, hoofd van de Eredames van keizerin Charlotte
- Caroline gravin de Hemricourt de Grunne, eredame van keizerin Charlotte
- Marie gravin d’Yves, eredame van keizerin Charlotte
- Ignace van der Straten-Ponthoz, gouverneur van de hertog van Brabant
- Zoé barones d’Oldenneel; eerste eredame van prinses Clémentine
- Burggravin de Spoelberch, eredame van koningin Elisabeth
- Gravin de Caraman-Chimay, eredame van koningin Elisabeth
- Baron Thibaut de Maisières; hoofd van het Huis van de Prins en de Prinses van Luik
- Graaf Gatien du Parc Locmaria, ereceremoniemeester van het Hof, 1959-1968; erekamerheer van Koning Boudewijn, 1951-1959; eregouverneur van de hertog van Brabant, 1930-1951
- Graaf Edmond Carton de Wiart, eregrootmaarschalk van het Hof
- Graaf Hadelin d'Oultremont de Wégimont et de Warfusée, graaf van het Heilig Rijk; eregrootmeester van het Huis van de Hertogen van Brabant 1927-1934
- Graaf Louis Cornet d'Elzius de Ways Ruart, grootmaarschalk van het Hof van koning Leopold III, 1934-1946
- Baron Charles Papeians de Morchoven, eregrootmaarschalk van het Hof van koning Leopold III, 1946-1950, ereceremoniemeester van het Huis van koning Leopold III, 1934-1946
- Graaf Charles de Limburg Stirum, graaf van het Heilig Rijk, eregrootmeester van het Huis van koning Leopold III, 1954-1971
- Baron Robert Goffinet, hoofd van het Huis van prins Karel, 1938-1945; vleugeladjudant van de graaf van Vlaanderen, 1932-1938; intendant van de Civiele Lijst van koning Albert I, 1929-1932; ordonnans officier van koning Albert I, 1917-1929
- Graaf Philippe de Lannoy, graaf van het Heilig Roomse Rijk; eregrootmaarschalk van het Hof van koning Albert I, 1929-1934; grootmeester van het Huis van koningin Elisabeth, 1919-1929
- Graaf Guy d'Oultremont; adjudant van het Hof, 1920-1927; attaché van het Militair Huis van koning Albert I, 1920-1927; ordonnans officier van koning Albert I, 1915-1927
- Graaf Maurice de Patoul, eremaarschalk van het Hof van koning Albert I, 1909-1934
- Graaf Guillaume d'Arschot-Schoonhoven, kabinetschef van koning Albert I, 1910-1925
- Baron Herman de Woelmont, grootmeester van het Huis van koningin Elisabeth, 1909-1918
- Graaf Théodore van der Straten-Ponthoz, grootmaarschalk van het Hof van koning Leopold II, 1865-1889; grootmaarschalk van het Hof van koning Leopold I, 1862-1865
- Baron Raoul Snoy, commandant van de Paleizen, 1904-1909, erevleugeladjudant van koning Albert I, 1909-1910; erevleugeladjudant van koning Leopold II, 1904-1909; ordonnans officier van koning Leopold II, 1884-1904
- Graaf Octave d'Oultremont de Duras, grootmeester van het Huis van de graaf en de gravin van Vlaanderen, 1868-1898

### Koninklijke Stichtingen
- Graaf d'Aarschot Schoonhoven: voorzitter Egyptologische Stichting Koningin Elisabeth
- Paul baron Buysse: voorzitter Prins Filipfonds
- Baron Olivier Vanneste: voorzitter Geneeskundige Stichting Koningin Elisabeth
- Baron Tayart de Borms: afgevaardigd bestuurder van de Koning Boudewijnstichting
- Baron Rotsart de Hertaing: voorzitter VZW Dynastiemuseum